# Eidgenössisches Sängerfest 1843
Das 1. Eidgenössische Sängerfest fand am 25. und 26. Juni 1843 in Zürich statt. Nach der Gründung des Eidgenössischen Sängervereins (heute Schweizerische Chorvereinigung) im Juni 1842 war es das erste Eidgenössische Fest, das die aufstrebende (Männer-)Chorkultur des 19. Jahrhunderts zelebrierte. Insgesamt nahmen 2100 Sänger in 80 Vereinen teil.
Organisiert wurde das Fest vom Sängerverein Harmonie Zürich (heute Konzertchor Harmonie Zürich), der sich erst zwei Jahre zuvor vom Sängerverein der Stadt Zürich (heute Männerchor Zürich) abgespalten hatte. Dabei wurde es mit dem Jahresfest des Sängervereins am Zürichsee (heute Chorverband Zürich See) zusammengelegt. Die Festhütte stand beim heutigen Alten Botanischen Garten, die Gesangsaufführungen wurden im Fraumünster durchgeführt.
Als Festpräsident und zugleich Präsident des Preisgerichts fungierte der Zürcher Regierungsrat Ulrich Zehnder. Festdirektor der Gesamtaufführung war der Leiter der «Harmonie» Wilhelm Kraußkopf.

## Rangliste
Die Preise wurden noch nicht einzelnen Chören, sondern Verbänden verliehen:
- 1. Preis: Sängerverein am Zürichsee
- 2. Preis: Limmattal-Gesangverein
- 3. Preis: Linkes Ufer des Zürichsees (unterer Teil)